# Sunset Girl/In Love With The DJ
Sunset Girl/In Love With The DJ – trzeci singel ATB z albumu Addicted to Music. Został wydany 9 października 2003 roku i zawiera dwa utwory.

## Lista utworów
| Nr | Tytuł                                     | Długość |
| -- | ----------------------------------------- | ------- |
| A  | Sunset Girl (Limited Clubb Mix 2.3)       | 8:27    |
| AA | In Love with the DJ (New Vocal Clubb Mix) | 6:48    |